# Hannibal Sehested (statsminister)
Hannibal Sehested, född den 16 november 1842, död den 19 september 1924, var en dansk politiker, son till kammarherre Frederik Sehested och Charlotte Linde.
Han blev student vid Herlufsholm 1860, tog kandidatexamen i juridik 1869 och blev fideikommissarie 1894. Sehested satt i Landstinget mellan 1886 och 1910 och var konseljpresident (motsvarande dagens statsministerämbete) mellan 1900 och 1901. Han tillhörde partiet Højre och var dess siste regeringschef före det danska systemskiftet. Han var ägare av godset Broholm på Fyn, hade flera framträdande offentliga uppdrag och var känd för sin hunduppfödning.